# 이요타치카와역
이요타치카와역(일본어: 伊予立川駅)은 일본 에히메현 기타군 우치코정에 있는 시코쿠 여객철도 요산선의 역이다. 역 번호는 U09이며, 단선 승강장 1면 1선의 구조를 지닌 고가역이다.

## 역 주변
- 국도 제56호선

## 역사
- 1986년 3월 3일 : 개업.
- 1987년 4월 1일 : 민영화에 따라, 시코쿠 여객철도로 이관.

## 인접 정차역
| 시코쿠 여객철도 요산선            | 시코쿠 여객철도 요산선 | 시코쿠 여객철도 요산선    |
| --------------------------------- | ---------------------- | ------------------------- |
| U 08 이요나카야마 무카이바라 방면 | 보통                   | 우치코 U 10 이요오즈 방면 |